# Robert Manning

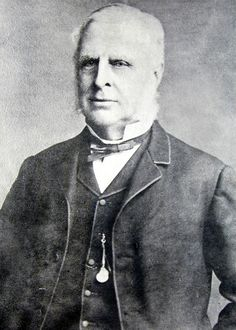
Retrato de Robert Manning, 1872.

Robert Manning (1816-1897) fue un ingeniero irlandés, conocido por la creación de la fórmula de Manning. Nació en Normandía, Francia, un año después de la batalla de Waterloo, en la que su padre tomó parte.

## Vida
En 1826 se mudó a Waterford, Irlanda, donde trabajó como contador.
En 1846, durante el año de la gran hambruna, Manning fue reclutado en la división de drenaje urbano de la oficina de Obras Públicas. Después de trabajar por un tiempo como dibujante de planos, fue aceptado como asistente del ingeniero Samuel Roberts. 
En 1848 se convirtió en ingeniero de distrito, posición que mantuvo hasta 1855. En esa época leyó el libro “Traité d’Hydraulique” de d’Abuisson des Voissons, después de lo cual mostró gran interés en la hidráulica.
Desde 1855 hasta 1869 fue empleado del Marqués de Downshire, para quien supervisó la construcción del fuerte Bay Harbor en Irlanda y diseño un sistema de abastecimiento de agua en Belfast. Después de la muerte del marqués en 1869, Manning regresó a la oficina de Obras Públicas como asistente del ingeniero en jefe, puesto que tomó en 1874 hasta su retiro en 1891. 

## Obra
Manning no recibió ninguna educación o entrenamiento formal acerca de la mecánica de fluidos o la ingeniería en general. Su experiencia en contaduría y su pragmatismo influenciaron su trabajo y lo condujeron a reducir problemas a su más simple forma. Comparó y evaluó siete de las mejores y más conocidas fórmulas de la época: Du Buat (1786), Eyelwein (1814), Weisbach (1845), St. Venant (1851), Neville (1860), Darcy – Bazin (1865) y Ganguillet – Kutter (1869). 
Calculó la velocidad obtenida de cada fórmula para una pendiente dada y un radio hidráulico variable desde 0.25m hasta 30 metros. Entonces, para cada condición, encontró el valor principal de las siete velocidades y generó una fórmula que se ajustaba mejor a los datos obtenidos.
La primera fórmula fue:
V = 32 [RS(1 + R^(1/3)]^(1/2)
Luego, la simplificó en la siguiente expresión:
V =C R^x S^(1/2)
En 1885, dio a la variable x un valor de 2/3 y reescribió su fórmula así:
V = C R^(2/3) S^(1/2)
En una carta que envió a Flamant, Manning indicó: «El inverso de “C” corresponde aproximadamente al inverso de “n”, tal como lo determinaron Ganguillet y Kutter. Siendo tanto “C” como “n” constantes para el mismo canal».
El 4 de diciembre de 1889, a la edad de 73 años, propuso por primera vez su fórmula al Instituto de Ingenieros Civiles en Irlanda. 
Su fórmula vio la luz en 1891, en un artículo científico escrito por él mismo titulado “On the flow of water in open channels and pipes” (algo así como: “Sobre el flujo de agua en canales abiertos y tuberías”), publicado en Transactions (Revista del Instituto de ingenieros Civiles de Irlanda)
Manning no estaba del todo satisfecho con su ecuación por 2 razones: primero, en esos días era ya de por sí difícil determinar la raíz cúbica de un número; además de eso, tener que elevarla al cuadrado para llegar al índice exponencial 2/3, hacía más difícil el cálculo. Adicionalmente, la ecuación era dimensionalmente incorrecta. Para corregirla dimensionalmente, desarrolló la siguiente ecuación: 
V = C * [(gS)^(1/2)]*[(R^(1/2)) + ((0,22/(m^(1/2))) * (R - 0,15m))
Donde “m” era igual a la “altura de la columna de mercurio que equilibra la atmósfera” y “C” era un número adimensional que varía con la naturaleza de la superficie.
Sin embargo, en algunos libros de texto de finales del siglo XIX, la fórmula de Manning fue escrita como sigue:
V = (1/n) R^(2/3) S^(1/2)
A través de su libro "Handbook of Hydraulics" (“Manual de Hidráulica”), King (1918) impuso el uso masivo de la expresión propuesta por Manning tal cual la conocemos hasta hoy, tanto como la aceptación del coeficiente “C” de Manning como el inverso del coeficiente “n” de Kutter.
En los Estados Unidos, “n” se refiere al coeficiente de rugosidad (fricción) de Manning, o la constante de Manning. En Europa, el coeficiente de Strickler “K” es el mismo “C” de Manning, dicho sea, el recíproco de “n”.